# كارولينا أميرة أوراني-ناساو
كارولينا أميرة أوراني-ناساو (Wilhelmine Carolina؛ 16 فبراير 1743 - 6 مايو 1787)؛ كانت ابنة فيليم الرابع أمير أوراني وحاكم هولندا وآن البريطانية، كانت حاكمة الوصية في هولندا بين عامي 1765 و1766 أثناء فترة قُصر شقيقها فيليم الخامس.

## السيرة الذاتية
ولدت الأميرة كارولينا في ليوواردن، فهي الابنة الكبرى لـ فيليم الرابع أمير أوراني وحاكم هولندا، وزوجته الأميرة آن ابنة جورج الثاني ملك بريطانيا العظمى وكارولين من براندنبورغ-أنسباخ، في عام 1747 تمت الموافقة على ورثة الإناث لمنصب الحاكم، مما جعلها الوريثة المفترضة لمنصب الحاكم العام، ومع ذلك في عام 1748 وُلد أخيراً الوريث الذكر الأمير فيليم مما أدى إلى إزاحتها في المرتبة الثانية، وقد حصلت على تعليم جيد في الموسيقى وكانت تغني وتعزف على البيانو، كانت والدتها أحد تلاميذ جورج فريدريك هاندل.
ومع 1751 توفي والدها مما جعل شقيقها فيليم الخامس البالغ من العمر ثلاث سنوات في منصب الحاكم، خلال هذه المرحلة تم تعيين والدتها في منصب الوصاية على العرش، تمت مناقشة زواجها من قريبها كارل كريستيان من ناساو في عام 1758، ولكن بسبب منصبها كوريثة، تأخر زواجها من قبل الحكومة وكذلك من قبل الملك البريطاني، الذي أرادا شروط إضافية، وفي عام 1759 توفيت والدتها وكان شقيقها لا يزال يبلغ من العمر عشر سنوات فقط، لهذا تم تعيين جدتها لاندغرافين ماري لويز من هسن-كاسل في منصب الوصاية، ومع عام 1760 تزوجت كارولينا أخيرًا من كارل كريستيان، وبسبب منصبها الوريثة المفترضة عاش الزوجان في لاهاي وتم تعيينه عقيدًا في الجيش الهولندي.
حكمت جدتها ماري لويز حتى وفاتها عام 1765، كان شقيقها بلغ الآن سبعة عشر عامًا، ولكن ذلك لم يكن كبيرًا بما يكفي للحكم بمفرده، حيث ما زال قاصرًا قانونيًا، لذلك أصبحت الأميرة كارولينا باعتبارها بالغة قانونية وأقرب أقارب أكبر سناً في منصب الوصاية، حكمت حتى عام 1766 عندما بلغ شقيقها أخيراً الثامنة عشر عاماً، كان حكمها قصيرًا ولم يُذكر بأي شيء آخر غير حقيقة أنها دعت موتسارت للعزف في عام 1765.
بعد زواج شقيقها وإنجابه لأطفال، غادرت الأميرة كارولينا التي أصبحت الآن بعيدة كل البعد عن خط الخلافة، نحو ألمانيا، وعندما خدم زوجها حاكمًا هولنديًا لماستريخت خلال الفترة في 1773 حتى 1784، كانت تعيش معه كثيرًا هناك، وباستثناء فترة وصايتها القصيرة لم تشارك كثيرًا في الشؤون الهولندية السياسية، وكانت مشغولة بإنجاب الأطفال باستمرار.
توفيت في 6 مايو 1787 في كيرشهايمبولاندن عن عمر يناهز 44 عامًا.

## الذرية
كان لديهما 15 طفلاً، بعضهم أصبحوا أسلافًا للعائلات المالكة منذ القرن التاسع عشر:-
1. جورج فيلهلم بلجيكوس (18 ديسمبر 1760 - 27 مايو 1762).
2. فيلهلم لودفيغ كارل (12 ديسمبر 1761 - 16/26 أبريل 1770).
3. أوغست ماري كارولين (5 فبراير 1764 – 25 يناير 1802)؛ شماسة في كفيدلينبورغ وهيرفورد .
4. فيلهلمين لويز (28 سبتمبر 1765 - 10 أكتوبر 1837)؛ تزوجت في 9 يناير 1786 من هاينريش الثالث عشر أمير رويس-غرايتس، لهما ذرية، ومن نسلهما الإمبراطورة هيرمين قرينة المخلوع فيلهلم الثاني
5. ابن ميت (22 أكتوبر 1767).
6. فريدرش فيلهلم أمير ناساو-فيلبورخ (25 أكتوبر 1768 - 9 يناير 1816)؛ خليفته، هو جد أدولف دوق لوكسمبورغ الأكبر، ومن نسله العديد من عائلات الحاكمة والمخلوعة في أوروبا.
7. كارولين لويز فريدريكه (14 فبراير 1770 - 8 يوليو 1828)، تزوجت في 4 سبتمبر 1787 من كارل لودفيغ، أمير فييد-رونكل، ليس لديهما ذرية.
8. كارل لودفيغ (19 يوليو – 27 يوليو 1772).
9. كارل فريدرش فيلهلم (1 مايو 1775 - 11 مايو 1807)؛ غير متزوج.
10. أميليا شارلوت فيلهلمين لويز (7 أغسطس 1776 - 19 فبراير 1841)؛ تزوجت أولاً في 29 أكتوبر 1793 من فيكتور الثاني أمير أنهالت-بيرنبورغ-شاومبورغ-هويم، لهما ذرية فهما جدا أماليا ملكة اليونان ومن نسلهما فيلهلمينا ملكة هولندا، ثم تزوجت ثانيًا في 15 فبراير 1813 فريدرش بارون فون شتاين ليبنشتاين زو بارشفيلد، ليس لديهما أبناء.
11. ابنة ميتة (21 أكتوبر 1778).
12. جنين (1779).
13. هنرييت (22 أبريل 1780 - 2 يناير 1857)؛ تزوجت من الدوق لودفيغ من فورتمبيرغ، لهم ذرية، ومن نسلهما العديد من عائلات الحاكمة والمخلوعة في أوروبا.
14. طفل (نوفمبر 1784).
15. طفل (نوفمبر 1785).